# محمد أباد (إسفراين)
محمد أباد (بالفارسية: محمدآباد) هي قرية تقع في قسم صفي آباد الريفي (مقاطعة إسفراين) في إيران.